# モーリッツ・シュタインシュナイダー
モーリッツ・シュタインシュナイダー（独語: Moritz Steinschneider、1816年3月30日 - 1907年1月27日）は、ボヘミアの哲学者、書誌学者、東洋学者。父のヤコブ・シュタインシュナイダーからヘブライ語の指導を受け、タルムードだけではなく世俗的な科学にも精通していた。シュタインシュナイダー家は、彼の義弟のギデオン・ブレヒャー（Gideon Brecher）も含めたユダヤ系知識人が集う場所であった。

## 経歴

### 生い立ち
1816年3月30日、オーストリアに生まれる。
6歳の時、当時のオーストリア＝ハンガリー帝国のユダヤ人にとってはまだ珍しい公立学校に通わせられ、13歳の時にはラビであるナフム・トレビッチの弟子となり、1832年、モラヴィアの小都市ミクロフに赴任した。翌年には、タルムードの研究を続けるためにプラハに行き、1836年まで師範学校で講義を受けた。
1836年、彼は研究を続けるためにウィーンへ行き、友人のレオポルド・デュークスの助言を得て、特に東洋と新ヘブライ語の文献、特に書誌学に力を注ぎ、彼の主要な研究対象となった。同郷のアブラハム・ベニッシュやモラヴィア人のアルベルト・ローウィーも共に学んでいた。
1838年、彼らは、ローウィーの自室で、親友たちの間で「Die Einheit」と呼ばれるシオニスト協会を発足させた。この協会の目的は、ユダヤ人の福祉を促進することであり、この目的を実現するために、オーストリア系ユダヤ人によるパレスチナの文明化を提唱した。
しかし、その目的は、政府から非難されることを恐れて秘密にされなければならなかったため、イギリスは、この新しい運動を歓迎する国とみなされるようになった。
1841年、ローウィは、学生ユダヤ民族協会の使者としてロンドンに派遣された。シュタインシュナイダーは、後の1842年に、この計画は研究と比べて現実的ではないと判断し、同協会から完全に脱退することになる。
大陸ユダヤ人のモーリッツは、東洋アカデミーへの入学を許されず、同じ理由でウィーンの帝国図書館にあるヘブライ語の書物や写本を引用する行う許可さえ得られなかった。
しかし、彼は、大学のカトリック神学部のカエレ教授のもとでアラビア語、シリア語、ヘブライ語の研究を続けた。この時点で、彼はラビ職に就くことを考えていた。ウィーンでは、授業の合間にイタリア語教師をして生計を立てた。

### 大学時代

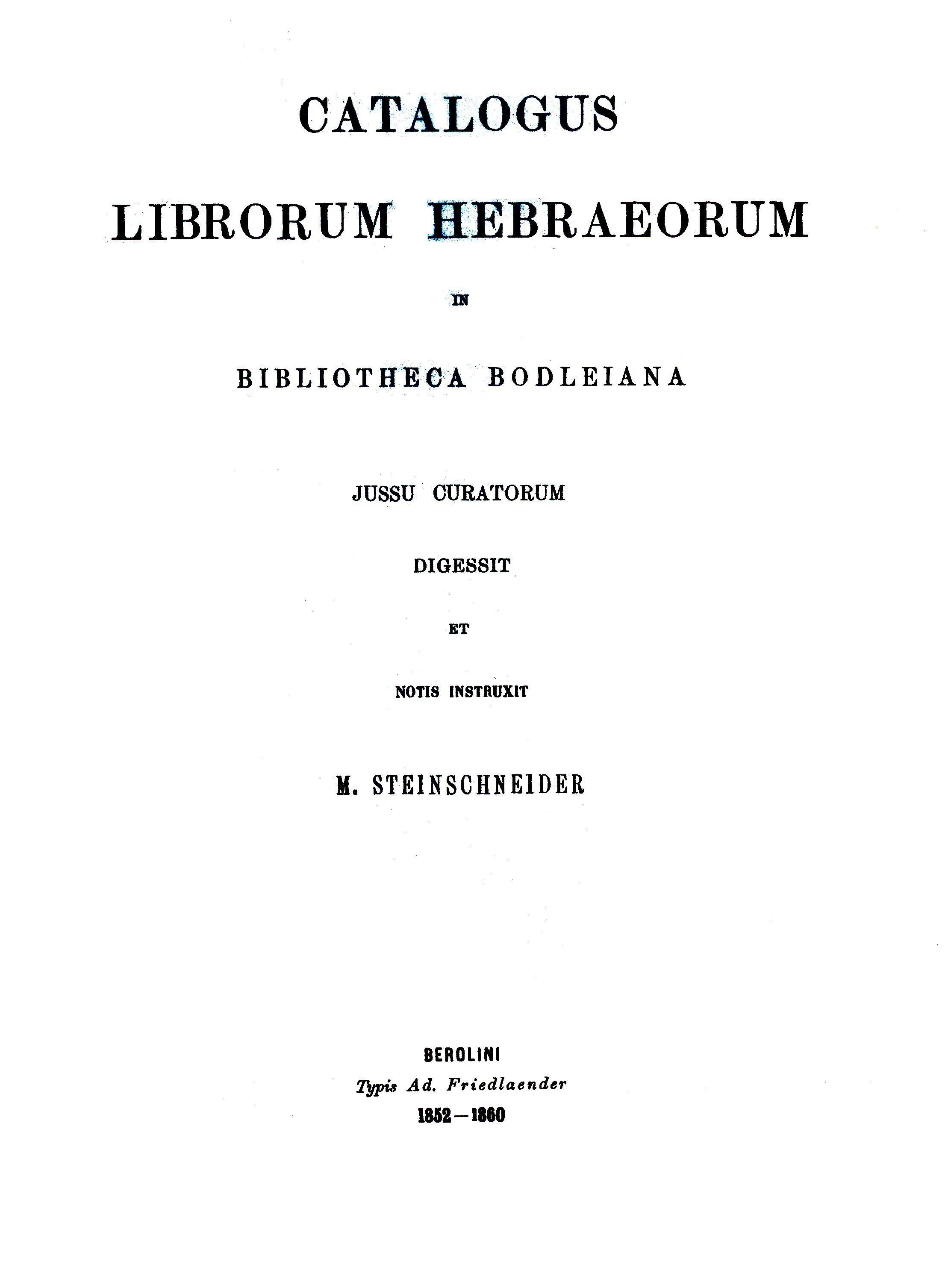
シュタインシュタイナー編「ボドリアン図書館蔵のヘブライ文学のカタログ」。1852年から1860年までにベルリンで印刷。

政治的な理由からウィーンから離れる事を余儀なくされたシュタインシュタイナーは、ベルリンに行くことにしたが、パスポートを取得できず、ライプツィヒに留まり、フライシャー教授のもとでアラビア語の研究を続けた。
この頃からクルアーンのヘブライ語訳を始め、フランツ・デリッツシュと協力してアーロン・ベン・エリヤの『エッツ・チャイム』（ライプツィヒ、1841年）を編集したが、オーストリアの検閲規定により、共同編集者として彼の名前を公表することは許されなかった。
ライプツィヒでは、ピエラーの『Universal Encyklopädie』にユダヤ文学とアラビア文学に関する多くの記事を寄稿した。
1839年、パスポートを確保したシュテインシュナイダーは、ベルリンへ向かい、東洋文学史の講義と、フランツ・ボップによる比較言語学の講義に出席し、同時期にレオポルド・ズンツやアブラハム・ガイガーと知り合いになった。
1842年にプラハに戻り、1845年にはミヒャエル・ザックスに続いてベルリンに行ったが、その正統派志向により、ラビになることを断念した。この頃、フランクフルト・アム・マインで開催された国民議会で、国民新聞の記者およびプラーガー・ツァイトゥングの特派員として雇用された。
1844年には、ダヴィッド・カッセルとともに、『東洋の文学』誌に掲載された「ユダヤ人のためのリアル百科事典」の草稿を作成したが、この計画はシュタインシュタイダーによって実行に移されなかった。
1850年、ライプツィヒ大学から博士号を取得。1859年にはベルリンのヴェイテル＝ハイネ・エフライム学院（Veitel-Heine Ephraim'sche Lehranstalt）の講師に任命された。彼の講義にはユダヤ人とキリスト教徒の学生が参加していた。
1860年から1869年までは、ユダヤ人コミュニティの代表として、市の法廷で「さらなるユダヤ（More Jewdaico）」の宣誓を行い、偏見に抗議する機会を欠かさなかった。
1869年からベルリン王立図書館の助手（Hilfsarbeiter）に任命された。また、同年よりユダヤ女学校（Jüdische Mädchen-Schule）校長となり、1890年まで務めた。
1859年から1882年まで、定期刊行物『ヘブライ書誌』を編集した。
1872年と1876年には、ベルリンのユダヤ応用科学大学（Hochschule für die Wissenschaft des Judenthums）とブダペスト・ユダヤ大学からの招聘されたが、拒絶した。

## 研究

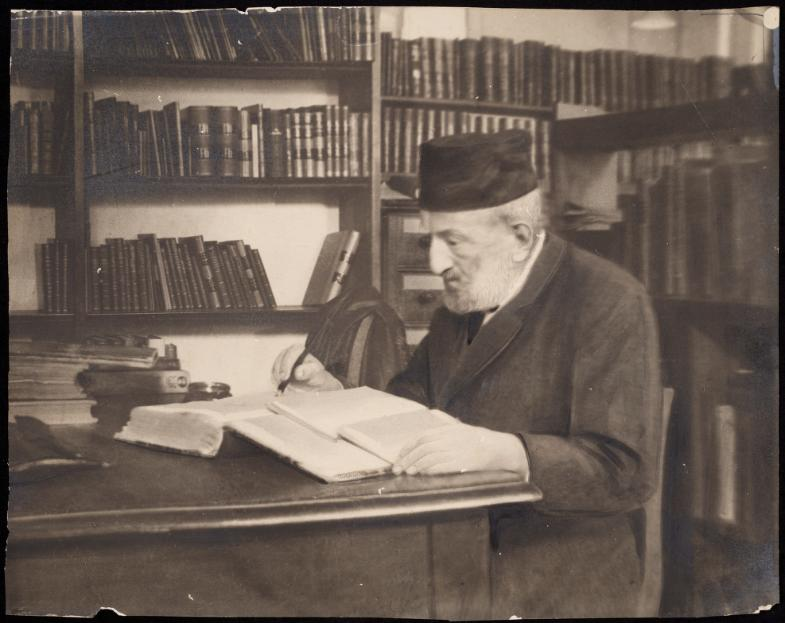
1816年から1907年までのシュタインシュタイナー

シュタインシュタイナーは、ユダヤ人が文化史の中でどのような役割を担っていたかを示すために、数学、哲学、博物学、医学など、本来の神学とはかけ離れた分野を選んだ。レオポルド・ズンツがユダヤ科学の基礎を築いたのに対し、シュテインシュナイダーはその多くの重要な部分を完成させた。
彼は18世紀末までのユダヤ文学を体系的に調査し、ヨーロッパの公共図書館に所蔵されているヘブライ語の本や写本の目録を出版した最初の人物である。 ボドリアン図書館の目録は、彼が最も偉大なユダヤ人書誌学者であるという評判の基礎を築いた。この目録と、ライデン、ミュンヘン、ハンブルク、ベルリンの図書館の目録、そして彼のヘブライ書誌21巻は、ユダヤの歴史と文学に関する情報の宝庫であり、今日のユダヤ研究に貢献している。また、彼の著書である『中世のヘブライ語訳と通訳としてのユダヤ人』（Die Hebräischen Übersetzungen des Mittelalters und die Juden alsmetscher）は、最も重要な原著として評価された。
1880年、フランス学士院は中世ヘブライ語翻訳の書誌目録のために賞を授与し、1884年と1886年に、彼はフランス語で書かれた二つの研究論文で受賞した。